# Bella Iljinitschna Wainberg
Bella Iljinitschna Wainberg (russisch Бэлла Ильинична Вайнберг; * 12. Dezember 1932 in Moskau; † 8. Februar 2010 ebenda) war eine sowjetisch-russische Prähistorikerin.

## Leben
Wainberg studierte an der Lomonossow-Universität Moskau (MGU) in der Historischen Fakultät mit Abschluss 1954.
Es folgte die Aspirantur bei Sergei Tolstow, der seit 1945 die archäologisch-ethnographische Choresmien-Expedition leitete. 1961 verteidigte Wainberg ihre Dissertation über späte turkmenische Siedlungen und Unterkünfte am linken Ufer des unteren Amudarja erfolgreich für die Promotion zur Kandidatin der historischen Wissenschaften.
Wainberg nahm als archäologische Gruppenleiterin an vielen Expeditionen teil. Sie verfasste Monografien über die Münzen des alten Choresmiens, die Tschirik-Rabat-Kultur am Aralsee, archäologisch-ethnographische Untersuchungen von Denkmälern in Choresmien des 16.–19. Jahrhunderts, die Ethnographie des Tieflands von Turan vom 7. Jahrhundert v. Chr. bis zum 8. Jahrhundert n. Chr., die Hirten und Bauern im linksufrigen Choresmien und das Kulturzentrum Kalaly-gyr in Choresmien des 4.–2. Jahrhunderts v. Chr. Sie wurde zur Doktorin der historischen Wissenschaften promoviert. Mit B. J. Stawuski schrieb sie ein Lehrbuch der Geschichte und Kultur Zentralasiens vom 7. Jahrhundert v. Chr. bis zum 8. Jahrhundert n. Chr. für höhere Schulen.
Wainberg starb am 8. Februar 2010 und wurde auf dem Friedhof Wostrjakowo im jüdischen Abschnitt begraben.